# 虞熙
虞熙（6世纪—618年），隋朝官员，会稽郡余姚县（今浙江省余姚市）人，虞世基的次子。
虞熙长子虞肃，好学多才艺，时人称他有家风。弱冠之年早亡。虞熙在大业末年为符玺郎。虞熙的弟弟虞柔、虞晦，都担任宣义郎。宇文化及作乱前夕，宗人虞伋知道后告知虞熙：“事情已经这样了，我准备带你南渡，暂且得以免祸，同死有什么好处！”虞熙对虞伋说：“弃父背君，去哪里求生？心中感谢，自此诀别。”宇文化及发难，虞熙兄弟争相请求先死，行刑人于是先于虞世基杀了他们。